# 5038 Overbeek
5038 Overbeek eller 1948 KF är en asteroid i huvudbältet som korsar Mars omloppsbana. Den upptäcktes 31 maj 1948 av den sydafrikanske astronomen E. L. Johnson i Johannesburg. Den har fått sitt namn efter den sydafrikanske astronomen Daniel Overbeek.